# Кан Тхо
Кан Тхо (на виетнамски: Cần Thơ) е град във Виетнам. Населението му е 731 545 жители (по данни от 2009 г.), а площта 1389,6 km². Разделен е на 9 района. Разположен е на делтата на река Меконг. Средната влажност през годината е 83%, валежите са 1635 mm, а средната температура е 27 градуса по Целзий. Градът разполага с международно летище „Кан Тхо“, което се намира на 3 m надморска височина.